# テンシロンテスト
テンシロンテストとは、重症筋無力症(myasthenia gravis; MG)の診断に用いられる検査のひとつ。

## 方法
短時間作用型コリンエステラーゼ阻害剤であるエドロホニウム（商品名テンシロン®またはアンチレクス®）を静注し、筋力の改善効果をみる。コリンエステラーゼ阻害剤によりアセチルコリンの分解が阻害され、シナプス間のアセチルコリンによる信号伝達が改善する。
1. プラセボ効果でないことを確認するため、まず生理食塩水をプラセボとして静注し、症状の変化を確認する。
2. 重篤な副作用が出現しないことを確認するため、エドロホニウム 2mgを静注し、腹痛や嘔吐といったムスカリン性受容体による副作用が出現しないことを確認する。
3. エドロホニウム 8mgを静注する。

重症筋無力症では仰臥位での頭部挙上筋が低下していることが多いため、評価には頭部挙上筋力改善がしばしば用いられる。
複視の改善も患者自身が症状の改善を評価しやすいため、評価項目として用いられることが多い。